# Symphorien d'Autun
Pour les articles homonymes, voir Symphorien.
Symphorien d'Autun est un jeune martyr chrétien défenseur de la foi, né vers 159 et mort vers 179 sous le règne de Marc Aurèle. Saint de l’Église catholique, il est fêté le 22 août.

## Biographie
D'après sa Passion écrite trois siècles après sa mort et soutenue par Grégoire de Tours dans son De gloria confessorum, Symphorien (en latin Symphorianus) est le fils du noble sénateur Faute (Faustus) et d'Augusta, tous deux appréciés et respectables. Cette famille fait partie des tout premiers chrétiens dans une ville d’Autun largement païenne, évangélisée par saints Andoche de Saulieu et Thyrse d'Autun, venus de Smyrne.

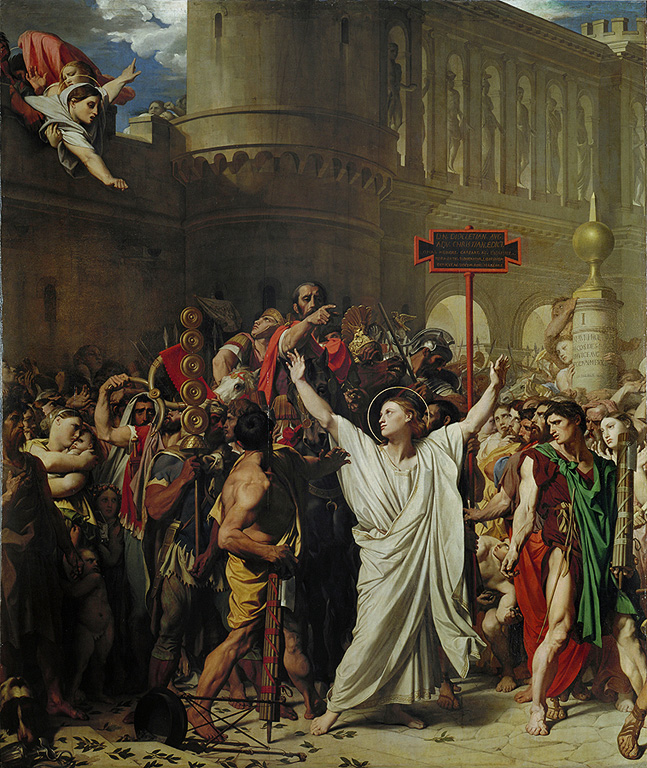
Le Martyre de saint Symphorien de Jean-Auguste-Dominique Ingres (1834), cathédrale Saint-Lazare d'Autun.

Un jour que le peuple, resté adorateur d'Apollon, Diane et des idoles promène une statue de déesse, Vénus ou Cybèle, Symphorien se moque du cortège et refuse de joindre ses hommages à ceux de la foule. Il est saisi, battu, arrêté et incarcéré, puis interrogé par le magistrat Héraclius. Après une sanglante flagellation, le martyr est jeté dans un cachot et privé de lumière. Quelques jours après le délai légal, considérablement affaibli, il est conduit au juge qui l'exhorte à sacrifier aux divinités en lui promettant de le rétablir dans ses honneurs. « Les biens des chrétiens, leurs honneurs, ne sont pas de ce monde ; le monde passe comme une ombre, Dieu seul donne le vrai bonheur », répond-il. Furieux, le juge le condamne à la mort par le glaive.
Symphorien est amené hors les murs au-delà de la porte de Langres (aujourd'hui porte Saint-André) pour être décapité. Sa mère, qui avait assisté à sa condamnation, l'exhorte du haut des remparts avant son exécution : « Courage, mon fils, courage, la mort nous conduit à la vie. Regardez en haut, mon enfant, regardez Celui qui règne au ciel ! ».

## Postérité

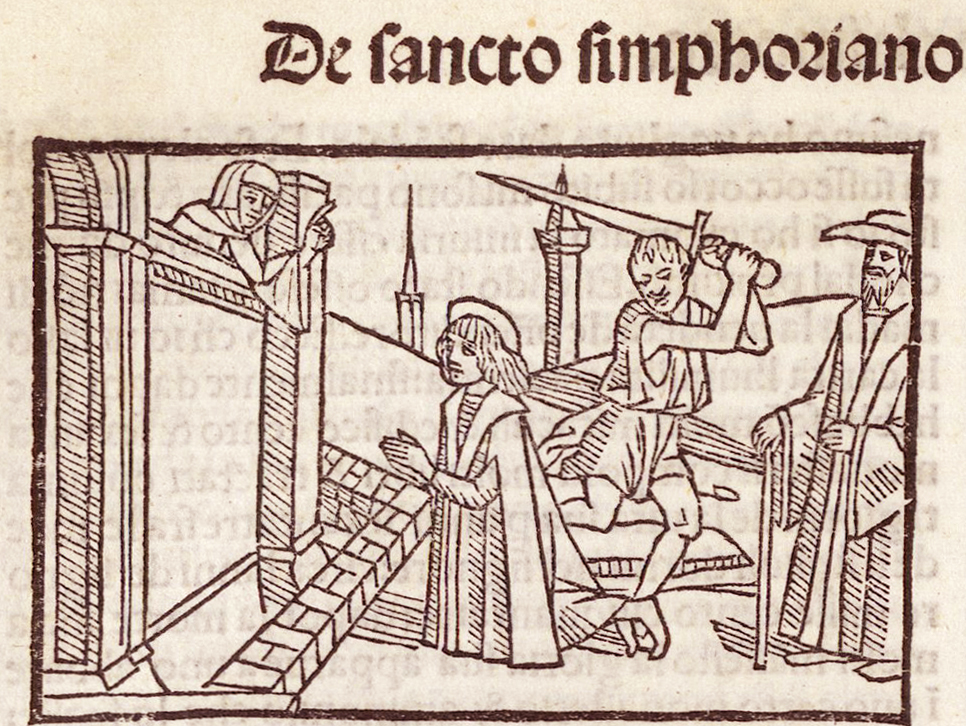
Le martyre du Symphorien dans La Légende dorée (1497).

Des religieux enlèvent le corps du martyr et le déposent non loin de là auprès d’une fontaine, au polyandre de la via Strata. Vers 450, saint Euphrône d'Autun fait ériger sur le lieu du martyre du saint jeune homme l'abbaye de Saint-Symphorien d'Autun, dont il devient le premier abbé. Le monastère connaît sa période de gloire et contribue à l’extension du culte du jeune martyr.      
À l’époque mérovingienne, Symphorien est considéré comme un saint national à l’instar de saint Denis de Paris et de saint Privat de Mende qui est fêté la veille de la Saint-Symphorien, le 21 août. Son sépulcre, nous dit Grégoire de Tours qui l'a vu, « est presque troué par les malades qui s'y font porter, afin d'enlever un peu de poussière de son tombeau dont ils se servent comme d'un remède efficace à tous leurs maux », de la même façon que le sont les autres sépultures des nombreux saints inhumés le long de cette voie.
Le martyre de Simplice et de sa fratrie est évoqué par Jacques de Voragine dans La Légende dorée (lire en ligne).
Symphorien est célèbre dans l’ancienne liturgie gallicane.
Aujourd'hui, la plupart de ses reliques sont à la cathédrale Saint-Lazare d'Autun sans être visibles au public ; il est prévu de les rendre accessibles à une date non encore fixée.

### Lieux et édifices portant son patronyme

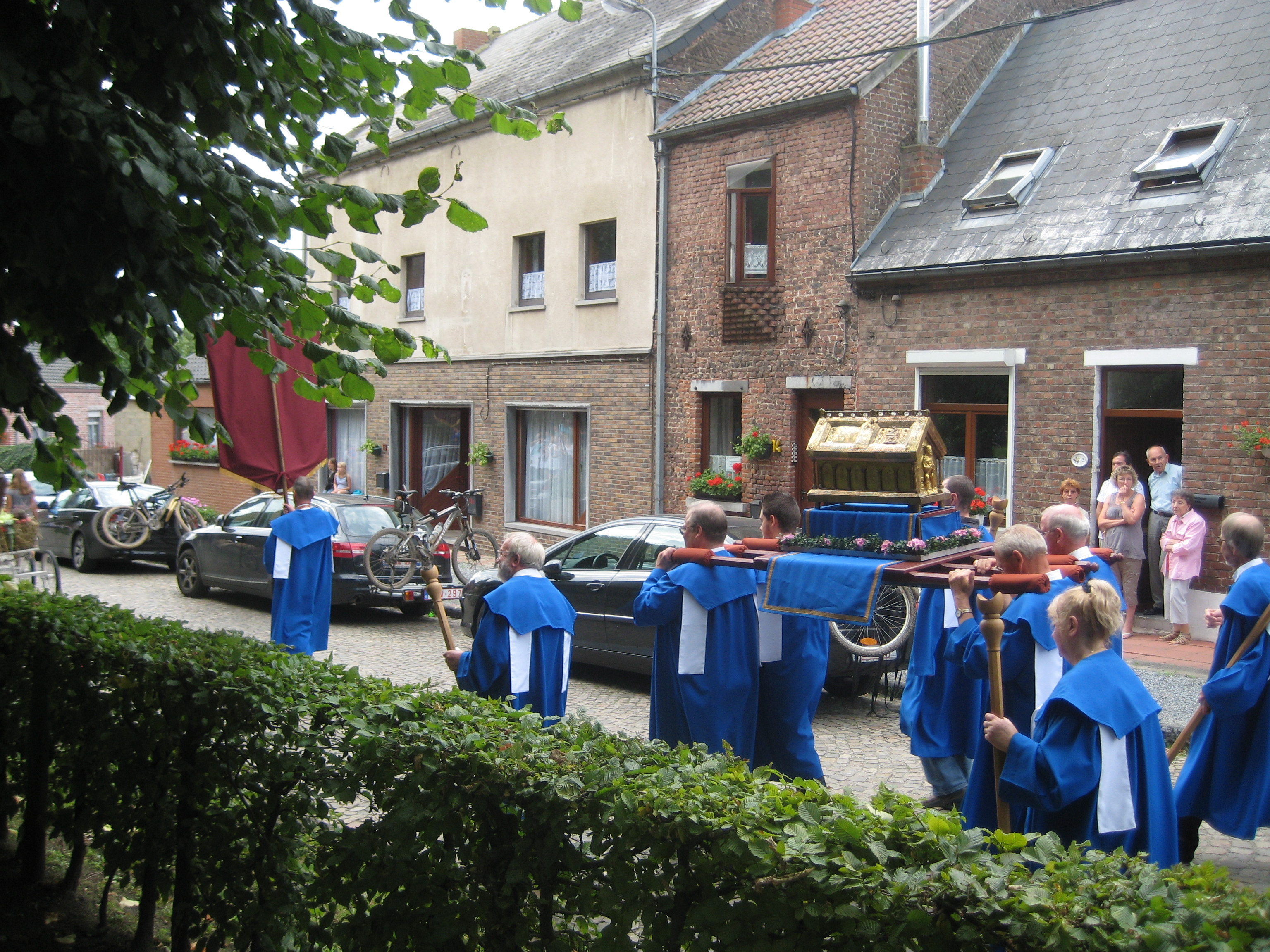
Procession de reliques à Saint-Symphorien en Belgique.

De très nombreuses paroisses à travers la Gaule se vouent à ce saint : en France, vingt-sept communes et plusieurs autres lieux et de nombreuses églises portent son nom.
- L'église Saint-Symphorien de Nuits-Saint-Georges en Côte d'Or
- L'église de Longeville-lès-Metz, où la fête de saint Symphorien est célébrée le deuxième dimanche d’octobre[8],

- L'abbaye Saint-Symphorien de Zurlauben, en Allemagne,
- L'abbaye Saint-Symphorien de Metz n'existe plus mais l'île sur laquelle a été érigé le stade Saint-Symphorien voisin garde la mémoire de ces temps révolus.

### Pèlerinage de Deûlémont

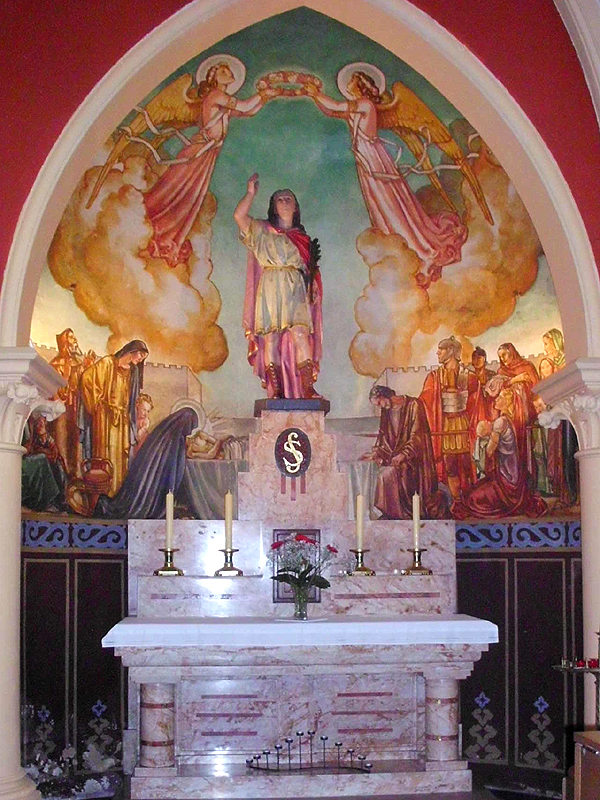
Autel Saint-Symphorien, église de Deûlémont.

On trouve mention du pèlerinage de Deûlémont (Nord) dès le XVIIe siècle ; à cette époque, on paye déjà le clerc de l'église pour qu'il distribue des chandelles aux pèlerins qui viennent « servir saint Symphorien ».  Au XXe siècle, l'église de Deûlémont reste un lieu de dévotion où se rendent de nombreux pèlerins de Flandre Occidentale,,,,.
On priait Symphorien pour la guérison ou la protection contre les maladies infantiles, en particulier contre la cyanose, ou la mort subite du nourrisson. On faisait bénir des vêtements ou des sous-vêtements que les enfants devaient ensuite porter pendant neuf jours.
La paroisse de Deûlémont avait fait frapper une médaille à l’effigie du saint et organisait une procession en son honneur. Aujourd'hui encore, des pèlerins flamands continuent de venir « servir » Symphorien. La tradition demeure de bénir les enfants à l'autel Saint-Symphorien tous les 4e dimanches du mois d'aôut.

### Autres traces
Autrefois, un pèlerinage en l’honneur du martyr d’Autun avait lieu dans le village actuel de Saint-Symphorien en Vendée, réputé jusqu’à 200 km à la ronde selon certaines chroniques. Il se déroulait le 22 août. Aujourd’hui, le pèlerinage s’est transformé en foire aux melons, se déroulant le week-end proche autour de la même date.
Grégoire de Tours indique, dans un passage de son ouvrage « La gloire des Martyrs », qu’un transfert de reliques de Symphorien d’Autun eu lieu, à une date non précisée (fin IVe ou début Ve siècle mais avant 530), dans une église du castrum de Thiers. Grégoire indique que trois pierres teintées du sang de Symphorien d’Autun ont été ramenées à Thiers par un homme pieu et placées dans une cassette en argent à l’intérieur d’une église en bois lui étant dédié. La ville de Thiers possède toujours une église dédiée à Symphorien d’Autun dont l’édifice actuel est daté des XI-XIIe siècles.

## Invocation
Pour être délivré d’un insecte entré dans l'œil, on invoque saint Symphorien. On dit qu’avant de le décapiter, on lui aurait fait dévorer le visage par des insectes et des scorpions.

## Étymologie
Nom gréco-latin Symphorianus, formé sur le grec σύμφορος, súmphoros « utile, avantageux ; convenable » (de σύν, sún « avec » et φορός, phorós « qui porte, qui apporte; qui favorise ») + suffixe anthroponymique latin -ianus. Il a existé par ailleurs une forme populaire latine de ce nom, Siforianus, dont procèdent les anciennes variantes romanes Siphorien, Syphorien, Ciphorien, etc.